# روتشاما مارتون
ولدت روتشاما مارتون في عام 1937 وكانت معالجة وطبيبة نفسية ونسوية بالإضافة لكونها مؤسسة منظمة أطباء من أجل حقوق الإنسان في إسرائيل.

## النشأة والعمل
ولدت روتشاما مارتون في القدس لوالديها بيلها وآرون سمويليفيتش الذين أتوا من بولندا عام 1929. التحقت بمدرسة ليميل في القدس وهي مدرسة لادينية خاصة بالبنات. انتقلت عائلتها بعد ذلك إلى تل أبيب حيث التحقت بالمدرسة الثانوية.
كانت خلال خدمتها العسكرية جندية في لواء جفعاتي وخدمت خلال حرب سيناء عام 1956. شاهدت مقتل أفراد من فوجها في قصف القوات الجوية لجيش الدفاع الإسرائيلي وشهدت مقتل أسرى الحرب المصريين الذين استسلموا لجنود الكتيبة التي خدمت فيها في ساحات القتال في سيناء بالرغم من أنهم لم يكونوا مسلحين، بدأت البذور الأولى لموقفها المعادي للعسكريين غير السلميين والتزامها بالكفاح من أجل حقوق الإنسان مدى الحياة. احتجّت بصراحة على إعدام الأسرى المصريين في وقت لم يكن يُسمح فيه انتقاد الجيش. درست مارتون الطب في الجامعة العبرية في القدس بعد أن أنهت خدمتها العسكرية وأكملت دراستها الطبية في عام 1963. أنجبت ابنتها أورنا وابنها يوفال خلال ذلك الوقت.
أصبحت مارتون نشطة في الكفاح من أجل حقوق المرأة أثناء دراستها في كلية الطب. ونظمت جنباً لجنب مع البروفيسور دريفوس أنشطة لتغيير سياسة كلية الطب التي كانت تسمح فقط بوجود 10% من الطلاب من النساء. كافحت مارتون ضد هذه السياسة لعدة سنوات ونجحت في نهاية المطاف. نظمت معركة ضد الحظر الذي يمنع الطالبات من ارتداء السراويل وكادت هذه المعركة أن تكلفها مكانها في كلية الطب التي كانت في ذلك الوقت الكلية الطبية الوحيدة في إسرائيل، بالرغم من أن الجامعة رفعت هذا الحظر في النهاية.
عملت كطبيبة نفسية في مركز «شالفاتا» للصحة العقلية في هود هشارون من 1974 وحتى 1986. حاولت أثناء وجودها هناك بالتعاون مع البروفيسر ديفيدسون مدير المشفى تعزيز موقف المجتمع والوصول إليه وهو ما لم يكن مقبولاً في مجال الطب النفسي. كانت فكرتهم إنشاء عيادات خاصة بالصحة العقلية خارج مستشفيات أو مراكز الأمراض النفسية ليمكن للمرضى الذهاب إليها للحصول على الرعاية الصحية.
شرعت في إجراء مسح احترافي لمستشفيات الطب النفسي الخاصة في منطقة شارون أثناء عملها في المستشفى مع فريق يضم طبيباً نفسياً وأخصائيًا اجتماعيًا. كانت أهداف الدراسة تحديد ما إذا كان العلاج في المستشفى مبرراً، وما إذا كان اطلاق سراح المرضى في حال تحسنت حالتهم العقلية أمراً معقولاً وكان هذا المسح الأول من نوعه في إسرائيل. درست من عام 1975 وحتى عام 1990 برنامج الدراسات العليا في الطب النفسي في معهد العلاج النفسي بجامعة تل أبيب. بذلت جهوداً مكثفة في كلية الطب إلى جانب البروفيسور ميكا نيومان مدير العيادة الجامعية في مستشفى شلوفاتا لتغيير معايير القبول في كلية الطب لتصبح درجات الطالب في مواد العلوم الإنسانية بوزن درجاته في الرياضيات والعلوم. كانت تعتقد أن هذا التغيير سيحسن من جودة العلاقة بين الأطباء والمرضى. أدارت بالإضافة لذلك ولمدة عامين مجموعة ديناميكية من طلاب الطب من أجل تباحث تجاربهم مع المرضى في المستشفيات. أصبحت المجموعة الديناميكية جزءاً مقبولاً في التدريب بعد ذلك.
تابعت مارتون العمل الأكاديمي في مجال حقوق الإنسان إلى جانب أنشطتها العامة وكانت باحثة مقيمة في معهد ماري إنغراهام بونتينج في كلية رادكليف بجامعة هارفارد من عام 1997 وحتى عام 1998، وباحثة مقيمة من أجل السلام وحقوق الإنسان في مركز البحوث للشرق الأوسط بجامعة هارفارد بين عامي 1998 و1999 وزميلة حقوق وباحثة مقيمة بجامعة شيكاغو من عام 1999 وحتى 2000.

## الأنشطة العامة
شاركت روتشاما مارتون في العديد من المنظمات العاملة في مجال حقوق الإنسان وتعزيز الحق في الصحة وحقوق المرأة والكفاح من أجل السلام منذ عام 1962. وكانت عضواً في المجلس الإسرائيلي الفلسطيني للسلام من عام 1976 وحتى عام 1990 وشاركت في تعزيز الحوار على نطاق واسع من خلال الندوات والاجتماعات مع ممثلي منظمة التحرير الفلسطينية. كانت متطوعة في تل أبيب لمساعدة السيدات ضحايا الاعتداء الجنسي وفي جماعة شعبية أخرى تسمى «إلا» أو «مواطنين من أجل حقوق حي هاتيكوفا».
شاركت في 1980-1981 في تأسيس «الأراضي المحررة» وهي مجموعة كانت تنشر مقالاً أسبوعياً في صحيفة هآرتس تظهر وجهة نظر جذرية لمشاكل المجتمع الإسرائيلي. وشاركت في الفترة ما بين 1982 و1984 في تأسيس لجنة مناهضة الحرب في لبنان والتي بدأت في معارضة حرب لبنان عام 1982. كانت مؤسسة مشاركة في عام 1983 حتى عام 1984 لمنظمة «البديل» وهي منظمة ثنائية القومية خارج البرلمان تسعى جاهدة لتعزيز السلام من خلال حل الدولتين. كانت مؤسسة مشاركة وعضواً في المنتدى بين عامي 1984-1987 وهي منظمة تضم المعلمين في جامعة تل أبيب من أجل السلام وحقوق الإنسان. أسست جمعية الأطباء الإسرائيليين الفلسطينيين لحقوق الإنسان في عام 1988 والتي عُرفت لاحقاً باسم أطباء من أجل حقوق الإنسان-إسرائيل، وهي منظمة لحقوق الإنسان تعمل ضد احتلال الأراضي الفلسطينية والدفاع عن الحق في الصحة. شغرت منصب رئيسة المنظمة لسنواتها العشر الأولى. كانت مؤسسة مشاركة في 1989-1991 لـ «الفلسطينيون والإسرائيليون معاً من أجل السلام» إذ نظمت حلقات دراسية ومجموعات نقاشية من أجل المساعدة في دفع عجلة عملية السلام نحو الأمام. شاركت في عام 1989 في تأسيس «اللجنة العامة لمناهضة التعذيب في إسرائيل» والتي ما زالت قائمة حتى اليوم، بالإضافة لتصميمها على إنشاء لوبي من أجل وقف التعذيب في إسرائيل. كانت واحدة من مؤسسي اللجنة ضد الإغلاق. شاركت في تأسيس «التحقق» في عام 1989 وهي منظمة تضم العاملين في مجال الصحة العقلية تهدف نحو السلام.
شاركت في عام 1993 في تأسيس «ون إن ناين: نساء من أجل النساء المصابات بسرطان الثدي» وهي مجموعة دعم للنساء اللاتي يعانين من سرطان الثدي. شاركت في عام 2005 في تأسيس «لجنة السجناء السياسيين». شاركت في عام 2006 في تأسيس «آي سي آر آر» وهي لجنة حقوق الإقامة. كانت أيضاً عضواً في «اللجنة الدولية للمنظمات غير الحكومية الفلسطينية».

## أطباء من أجل حقوق الإنسان
أسست مارتون في عام 1988 رابطة الأطباء الإسرائيليين الفلسطينيين لحقوق الإنسان والتي غيرت اسمها لاحقاً إلى أطباء من أجل حقوق الإنسان في إسرائيل. جمعت مجموعة من الأطباء الإسرائيليين والفلسطينيين والذين عملوا معاً على قدم المساواة والتضامن الكاملين. تعمل المنظمة نحو هدف مشترك وهو محاربة الاحتلال وتعزيز حقوق الإنسان والصحة. ترى جمعية أطباء من أجل حقوق الإنسان أن الاحتلال «مرض» يسبب الظلم وانتهاك حقوق الإنسان. تعمل المنظمة من أجل الحفاظ على حقوق الإنسان والدفاع عنها مع التركيز على الحق في الصحة. ورثت روتشاما مارتون للجمعية فهماً أوسع لمفهوم الصحة «ليست فقط منحصرة بالدواء، ولكن بروح منظمة الصحة العالمية باعتبارها رفاهية جسدية ونفسية واجتماعية بما في ذلك الحصول على المياه والتعليم والكهرباء والصرف الصحي والعمل والتنقل الحر».
كانت هذه المنظمة أول منظمة غير حكومية إسرائيلية تديرها امرأة، والمنظمة الأولى من نوعها التي أدخلت مفهوم حقوق الإنسان للجمهور الإسرائيلي، ساهمت كثيراً من خلال نشاطها على مر السنين في الخطاب العام حول حقوق الإنسان. عملت المنظمة على حماية حقوق الإنسان بشكل عام وحق الرعاية الصحية المنصفة والسلامة الجسدية والكرامة والصحة العقلية بشكل خاص.
شاركت مارتون أثناء عملها مع منظمات فلسطينية ودولية تتعامل مع الصحة العقلية وحقوق الإنسان. وكانت عضواً في مجلس إدارة مركز الصحة العقلية في غزة. أدت شراكة أطباء من أجل حقوق الإنسان مع المنظمات في أوروبا والولايات المتحدة إلى «شبكة من المنظمات الدولية للصحة وحقوق الإنسان» في عام 1992 والتي كانت مارتون عضواً في مجلس إدارتها. دُعيت عدة مرات لحضور اجتماعات الأمم المتحدة (في جنيف وفيينا وستراسبورغ ونيويوك وغيرها) من أجل مناقشة وتحليل الصراع الإسرائيلي الفلسطيني.